# Unione Democratica Voltaica
L'Unione democratica voltaica (UDV) fu un partito politico dell'Alto volta tra il 1960 e il 1966 (de iure 1984).

## Storia
L'UDV è stata fondata da Maurice Yaméogo, il primo presidente dell'Alto Volta indipendente. Sotto la sua guida, il partito ha cercato di unificare il paese, che era diviso da tensioni etniche e regionali. Tuttavia, il governo di Yaméogo è stato caratterizzato da una crescente insoddisfazione popolare a causa della sua gestione economica e della mancanza di libertà politica. Questo ha portato a proteste e scioperi che hanno culminato nel suo rovesciamento tramite un colpo di stato nel 1966. Dopo la caduta di Maurice Yaméogo, il partito ha perso qualsiasi potere; tuttavia, soltanto Thomas Sankara eliminò completamente il partito nel 1984.

## Ideologia
L'ideologia nazionalista era al centro dell'agenda dell'UDV, con l'obiettivo di costruire un'identità nazionale forte in un paese recentemente liberato dal colonialismo. Inoltre, l'UDV era vista come moderatamente conservatrice nel suo approccio alla governance. Questo significava che, sebbene fosse impegnata nel promuovere cambiamenti sociali ed economici per migliorare le condizioni di vita dei suoi cittadini, tendeva a favorire approcci gradualisti e non radicali al cambiamento. La religione giocava anche un ruolo nell'ideologia dell'UDV, in particolare il cristianesimo sociale, che influenzava la visione del partito sulle politiche sociali. Questo aspetto era in parte riflesso nella persona di Maurice Yaméogo, un cattolico praticante, che vedeva il cristianesimo come un mezzo per promuovere la giustizia sociale e l'etica nella vita pubblica.